# Bulge (Gefäß)
Eine Bulge, auch Pulge, Pilge oder Balg genannt, ist ein schlauchförmiger Ledersack, der im frühen Bergbau zum Wasserschöpfen oder Erzfördern verwendet wurde.

## Aufbau und Form

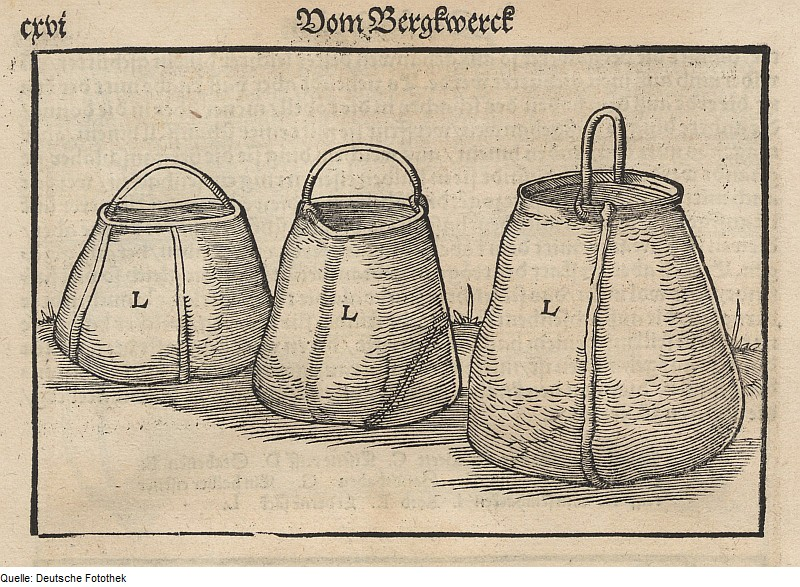
Bulgen (lederne Eimer; nach Agricola)

Eine Bulge bestand aus starkem Rinderleder und war aus 2 bis 2 ½ Lagen Tierhäuten gefertigt. Als Tragevorrichtung waren die Bulgen mit eisernen Bügeln versehen. Das Fassungsvermögen lag bei 120 Quart, das sind etwa 137,4 Liter (ein Quart Preußen 1816 sind 1,145 Liter). Es gab zwei Arten von Bulgen, Ringe- oder Ringbulgen und Streichbulgen. Ringebulgen waren aufgrund ihrer Bauweise in der Lage, das Wasser selbsttätig zu schöpfen. Streichbulgen mussten im Schachtsumpf von den Wasserknechten manuell gefüllt werden. Durch den Gebrauch nutzen sich die Tierhäute stark ab, sodass zunächst die Haare ausfielen. Nach längerem Gebrauch rissen die Bulgen ein und mussten repariert werden. Kleinere Risse wurden verschlossen, indem man zunächst den Riss mit einem gekerbten Stäbchen verschloss und anschließend zusammennähte. Dazu wurden beide Seiten zusammengefügt und vernäht. Bei stark zerrissenen Bulgen wurden Flicken aus Leder über die Risse oder Löcher gelegt und vernäht.

## Verwendung
Zum Wasserschöpfen wurden die Bulgen mit dem eisernen Bügel an den Haken der Zugkette gehängt und bis in den Schachtsumpf herabgelassen. Sobald sie gefüllt waren, wurden sie nach oben gezogen und entleert. Der Befüllungsvorgang bei Ringebulgen erfolgte quasi automatisch, da sie so hoch waren, dass sie beim Eintauchen ins Wasser umkippten und sie durch die Ringöffnung das Wasser selbsttätig aufnehmen. Streichbulgen wurden durch eine Holzschaufel mit Wasser befüllt. Für den Transport von Erzen wurden die Bulgen manuell befüllt und entladen.